# Baciro Djá
Baciro Djá, né le 1er janvier 1973, est un homme d'État bissau-guinéen, vice-président du Parti africain pour l'indépendance de la Guinée et du Cap-Vert. Ministre de la Défense de Carlos Gomes Júnior puis ministre de la Présidence du Conseil des ministres, ministre des Affaires parlementaires et porte-parole du gouvernement de Domingos Simões Pereira, il succède à ce dernier le 20 août 2015 au poste de Premier ministre. Cette nomination est toutefois critiquée par le PAIGC qui dénonce un « coup d'État constitutionnel ».

## Biographie
Le 7 septembre 2015, il forme son gouvernement, qui est investi le même jour par l'Assemblée nationale populaire. Cependant, il doit démissionner 2 jours plus tard, à la suite de l’invalidation par la Cour suprême de sa nomination. Il est ensuite radié de son parti, le PAIGC.
De nouveau nommé Premier ministre le 26 mai 2016, il prête serment le 27 du même mois. Cependant, le gouvernement sortant refuse de céder le pouvoir.
Le 3 juin 2016, il forme son gouvernement. Le 10 du même mois, il prend possession du siège du gouvernement. Il est démis de ses fonctions le 14 novembre 2016.
Le 24 novembre 2019, il arrive sixième de l'élection présidentielle bissau-guinéenne de 2019, et est donc éliminé dès le premier tour.

## Note
1. ↑  Quem são os governantes da Guiné-Bissau?
2. ↑  Rulers
3. ↑  Guinée-Bissau: la nomination du premier ministre rejetée, Le Figaro, 20-08-2015.
4. ↑  Guinée-Bissau: nouveau gouvernement formé, Le Figaro, 07-09-2015.
5. ↑  Démission du nouveau premier ministre de Guinée-Bissau, Le Monde, 09-09-2015.
6. ↑  « Guinée-Bissau: Baciro Dja, le nouveau PM prend fonction sur fond de contestation », sur Œil d'Afrique (consulté le 29 mai 2016)
7. ↑  « Guinée-Bissau: le nouveau Premier ministre contesté prête serment », sur TV5MONDE (consulté le 28 mai 2016)
8. ↑  « Guinée-Bissau: le gouvernement dissout refuse la nomination de Baciro Djá - RFI », sur RFI Afrique (consulté le 29 mai 2016)
9. ↑  « En Guinée Bissau, la nomination d’un nouveau gouvernement ne résout pas la crise politique », sur Le Monde, 3 juin 2016 (consulté le 3 juin 2016)
10. ↑  « Guinée-Bissau: les ministres réfractaires ont quitté le Palais du gouvernement - RFI », sur RFI Afrique (consulté le 10 juin 2016)
11. ↑  « Guinée-Bissau : le président José Mario Vaz démet le gouvernement – Jeune Afrique », sur JeuneAfrique.com, jeuneafrique1, 14 novembre 2016 (consulté le 10 février 2020).
12. ↑  « Présidentielle en Guinée-Bissau : un second tour opposera Domingos Simões Pereira à Umaro Sissoco Embaló – JeuneAfrique.com », sur JeuneAfrique.com, jeuneafrique1, 27 novembre 2019 (consulté le 27 novembre 2019).